# Bruksvallarna
Bruksvallarna er et byområde i Härjedalens kommun i Jämtlands län i Sverige. I 2010 var indbyggertallet 95.

## Sport
- Bruksvallsloppet
- Fjällorienteringen